# Anita Tijoux
Ana María Merino Tijoux (1977) é uma cantora franco-chilena, conhecida pelos nomes artísticos Ana Tijoux ou Anita Tijoux. Ela começou sua carreira como MC do grupo de hip-hop Makiza durante os anos 90. A partir de 2006, Ana iniciou uma carreira solo, e gravou uma colaboração com a cantora mexicana Julieta Venegas. Depois do seu segundo álbum, 1977, ela ganhou maior notoriedade, e sua música chegou à trilha da série de televisão Breaking Bad. Ana é conhecida por tratar de temas como pós-colonialismo, feminismo, ambientalismo e justiça social em suas letras.
Sua família ficou exilada na França durante a ditadura de Augusto Pinochet no Chile.

## Reconhecimento
É uma das 100 Mulheres da lista da BBC de 2020.